# Oliver Shoup
Oliver Henry Nelson Shoup, född 13 december 1869 i Champaign County, Illinois, död 30 september 1940 i Santa Monica, Kalifornien, var en amerikansk republikansk politiker. Han var guvernör i delstaten Colorado 1919–1923.
Shoup studerade i ett år vid Colorado College och anställdes sedan år 1888 av företaget Colorado Springs Company. Åtta år senare blev han privatskreterare åt affärsmannen Verner Z. Reed och kom med åren att sköta dennes omfattande affärsintressen. Shoup var senare verkställande direktör först för Midwest Oil Company och sedan för Midwest Refining Company.
Shoup vann guvernörsvalet i Colorado 1918 med omval 1920. Han tackade nej till att kandidera för en tredje mandatperiod och efterträddes 1923 av William Ellery Sweet.
Presbyterianen Shoup gravsattes på Evergreen Cemetery i Colorado Springs.